# 海南巴戟
海南巴戟（学名：Morinda hainanensis）为茜草科巴戟天属下的一个种。其种加词“hainanensis”意为“海南的”。
现接受名为海南巴戟天（Gynochthodes hainanensis (Merr. & F.C.How) Razafim. & B.Bremer, 2011）。